# Гришашвили, Иосиф Григорьевич
Иосиф Григорьевич Гришашви́ли (груз. იოსებ გრიგოლის ძე გრიშაშვილი; настоящая фамилия — Мамулаишвили; 12 [24] апреля 1889, Тифлис — 3 августа 1965, Тбилиси) — грузинский советский поэт. Народный поэт Грузинской ССР (1959). Заслуженный деятель искусств Армянской ССР (1945). Лауреат Сталинской премии второй степени (1950).

## Биография
Родился 12 (24) апреля 1889 года в Тифлисе (ныне Тбилиси) в семье мелкого ремесленника. Писатель-беллетрист Лалиони приходился Иосифу двоюродном дядей.
В 1904 году, лишившись отца, Иосиф был вынужден бросить гимназию и пойти работать мальчиком у хозяина, затем наборщиком в типографии. Первый период литературной деятельности молодого поэта начинается в 1905—1906 годах, когда он организует в ремесленном квартале старого Тифлиса драматический кружок, пишет для него водевили, сам играет и руководит постановкой пьес. В 1908 году он поступает в Тифлисский театр в качестве актёра и суфлёра. Там он сближается с выдающимися мастерами грузинской сцены того времени, там формируется его настоящее литературно-поэтическое сознание. В 1912—1913 годах И. Г. Гришашвили совместно с виднейшими классиками грузинской литературы В. Пшавелой, Ш. З. Арагвиспирели и пролетарским поэтом И. И. Евдошвили сотрудничает в первой горийской газете «Картли». 
В 1946 году избран действительным членом АН Грузинской ССР.

## Творчество
Стал печататься с 1904 года. Дореволюционное творчество поэта отмечено индивидуализмом, близостью к символизму. В 1914 году вышел первый том собрания его стихов, в 1922 году — второй. После Октябрьской революции стал певцом возрождённой Грузии. Стихотворения «Джамбулу» (1938), «На горе Давида» (1938), «Свет» (1947), «Награда» (1944), «Гимн труду» (1920), «Новый Кутаиси», «Наринджиано», «Один день в деревне», «Самгори». Поэт воссоздаёт образ нового города («Прощание со старым Тбилиси» (1925), «Новый Тбилиси», «Григорий Орбелиани в Комсомольской аллее»). В годы Великой Отечественной войны призывал к героической борьбе с врагами («Родина и победа» (1941), «Ленинграду», «Героям Сталинграда» (1943), «В городе Пушкина», «Весна Победы» (1945), «Баллада о белом платке». Ему также принадлежат стихи «Письмо вождю из моего избирательного участка» (1937), «Сосело» (1939), «Монумент Сталина в Поти» (1945), «Грузинский автомобиль» (1947), «От маленьких горийцев» (1949), «Со сталинским знаменем» (1949), «Слава вождю» (1944), «Площадь имени Берия» (1941), «У костра горийских пионеров» (1941) и др.). 12 марта 1950 года в день выборов в ВС СССР поэт опубликовал следующие строки о И. В. Сталине:

Ты вестник мира и добра, 
Хвала твоей судьбе! 
Не только наши голоса — 
Жизнь отдадим тебе.
 Гришашвили — один из реформаторов грузинского стихосложения XX века. Оригинальный ритм его стихов, впечатляющие поэтические ходы, богатый язык искусно выражают мысли поэта. Гришашвили внес большой вклад в развитие грузинской детской литературы (цикл «Вам, дети мои», 1923—1960, совмещают около 20 книг).
И. Г. Гришашвили является также историком грузинской литературы и театра, написал работы по истории русско-грузинских, украино-грузинских, армяно-грузинских культурных связей и др. Он автор известных литературоведческих исследований: «Саятнова» (1914—1918); «Литературная богема старого Тбилиси» (1926—1927), «Жизнь Александра Чавчавадзе», «Илья Чавчавадзе и грузинский театр», «Лермонтов в грузинской литературе», «Пушкин и наши переводчики», «Драматург Островский и грузинский театр», «Шевченко и Грузия», «Крылов и Акакий Церетели», «Горький в Тбилиси», «Александр Казбеги как актёр» и др. Он перевел на грузинский язык многие классические образцы армянской и азербайджанской литературы, стихи Анны Ахматовой, Сергея Михалкова, Стефана Щипачева, Веры Инбер, О. Туманяна, А. Ширван-Заде, М. Ф. Ахундова и других. Награждён орденом Трудового Красного Знамени.

## Память

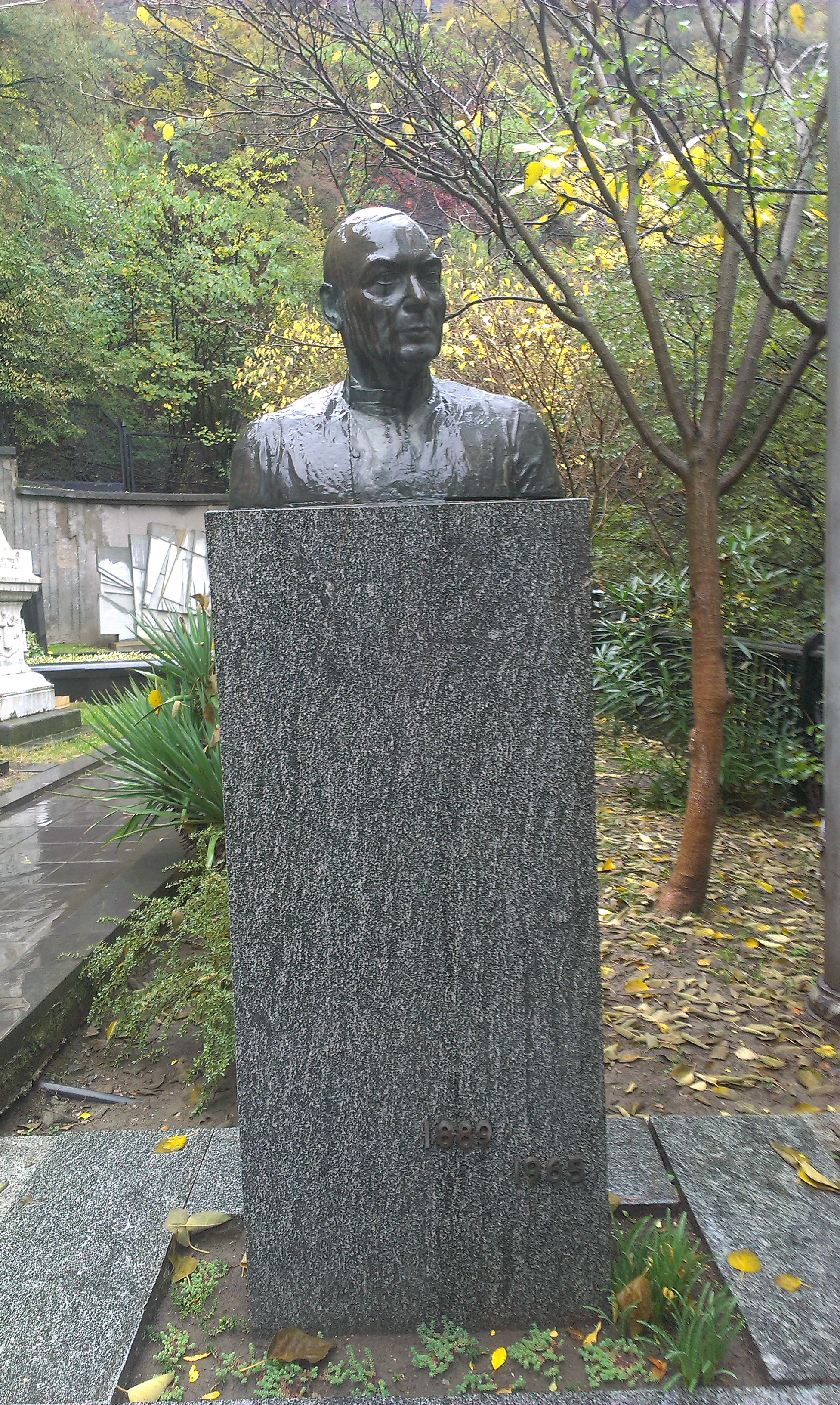
Могила Иосифа Гришашвили

Похоронен в пантеоне Мтацминда в Тбилиси.
В СССР имя Гришашвили было присвоено Музею истории Тбилиси.
В Тбилиси именем Гришашвили названа улица в районе Ортачала.

## Награды и премии
- Сталинская премия второй степени (1950) — за стихотворный сборник «Избранное» (1949)
- орден Трудового Красного Знамени (25.8.1944) — в связи с 40-летием литературной деятельности
- народный поэт Грузинской ССР (1959)
- заслуженный деятель искусств Армянской ССР (1945) — за монографию «Саят-Нова»

## Издания на русском языке
- И. Гришашвили. Избранные стихи. Тбилиси, 1943
- И. Гришашвили. Стихи. М.: Советский писатель, 1946
- И. Гришашвили. Стихи. М.: «Правда», библиотека «Огонёк», № 21, 1951
- И. Гришашвили. Избранные стихи. М.: Гослитиздат, 1951
- И. Гришашвили. Стихи. С.: Гослитиздат, 1957
- И. Гришашвили. Лирика. Тбилиси, 1959
- И. Гришашвили. Стихи. Тбилиси, 1967